# Provora
Provora es un supergrupo propuesto de eucariotas formado por protistas depredadores. Se informó que diez cepas fueron aisladas y cultivadas en 2022. Son depredadores de otros microorganismos. Su descubrimiento se retrasó mucho, en comparación con otros microorganismos de su entorno, debido a su rareza. Su ARN ribosomal 18S es muy diferente al de otros eucariotas consistente con su linaje sin parientes cercanos; esto fue confirmado por análisis filogenómicos de conjuntos de datos de varios cientos de proteínas, por lo que se colocaron taxonómicamente en un supergrupo separado.
La especie Ancoracysta twista, es un depredador eucarívoro que fue encontrado en la superficie de un coral cerebro (Scleractinia) en un acuario tropical, alimentándose activamente de Procryptobia, probablemente inmovilizando a su presa mediante la descarga de un tipo de extrusoma previamente desconocido llamado ancoracisto. Es notable por poseer el genoma mitocondrial rico en genes, el más grande conocido después de Jakobida y Diphylleia.

## Filogenia
Las relaciones filogenéticas entre las 7 especies descritas son las siguientes:
|  | Nebulomonas marisrubri |
|  |                        |
|  | Ancoracysta twista     |
|  |                        |

|  | N. kosolapovi                                                  |
|  |                                                                |
|  | \| \| N. curacaus \| \| \| \| \| \| N. quarantinus \| \| \| \| |
|  |                                                                |
|  | N. curacaus                                                    |
|  |                                                                |
|  | N. quarantinus                                                 |
|  |                                                                |

|  | N. curacaus    |
|  |                |
|  | N. quarantinus |
|  |                |

|  | N. kosolapovi                                                  |
|  |                                                                |
|  | \| \| N. curacaus \| \| \| \| \| \| N. quarantinus \| \| \| \| |
|  |                                                                |
|  | N. curacaus                                                    |
|  |                                                                |
|  | N. quarantinus                                                 |
|  |                                                                |

|  | N. curacaus    |
|  |                |
|  | N. quarantinus |
|  |                |

|  | N. kosolapovi                                                  |
|  |                                                                |
|  | \| \| N. curacaus \| \| \| \| \| \| N. quarantinus \| \| \| \| |
|  |                                                                |
|  | N. curacaus                                                    |
|  |                                                                |
|  | N. quarantinus                                                 |
|  |                                                                |

|  | N. curacaus    |
|  |                |
|  | N. quarantinus |
|  |                |

|  | N. kosolapovi                                                  |
|  |                                                                |
|  | \| \| N. curacaus \| \| \| \| \| \| N. quarantinus \| \| \| \| |
|  |                                                                |
|  | N. curacaus                                                    |
|  |                                                                |
|  | N. quarantinus                                                 |
|  |                                                                |

|  | N. curacaus    |
|  |                |
|  | N. quarantinus |
|  |                |

|  | Nebulomonas marisrubri |
|  |                        |
|  | Ancoracysta twista     |
|  |                        |

|  | N. kosolapovi                                                  |
|  |                                                                |
|  | \| \| N. curacaus \| \| \| \| \| \| N. quarantinus \| \| \| \| |
|  |                                                                |
|  | N. curacaus                                                    |
|  |                                                                |
|  | N. quarantinus                                                 |
|  |                                                                |

|  | N. curacaus    |
|  |                |
|  | N. quarantinus |
|  |                |

|  | N. kosolapovi                                                  |
|  |                                                                |
|  | \| \| N. curacaus \| \| \| \| \| \| N. quarantinus \| \| \| \| |
|  |                                                                |
|  | N. curacaus                                                    |
|  |                                                                |
|  | N. quarantinus                                                 |
|  |                                                                |

|  | N. curacaus    |
|  |                |
|  | N. quarantinus |
|  |                |

|  | N. kosolapovi                                                  |
|  |                                                                |
|  | \| \| N. curacaus \| \| \| \| \| \| N. quarantinus \| \| \| \| |
|  |                                                                |
|  | N. curacaus                                                    |
|  |                                                                |
|  | N. quarantinus                                                 |
|  |                                                                |

|  | N. curacaus    |
|  |                |
|  | N. quarantinus |
|  |                |

|  | N. kosolapovi                                                  |
|  |                                                                |
|  | \| \| N. curacaus \| \| \| \| \| \| N. quarantinus \| \| \| \| |
|  |                                                                |
|  | N. curacaus                                                    |
|  |                                                                |
|  | N. quarantinus                                                 |
|  |                                                                |

|  | N. curacaus    |
|  |                |
|  | N. quarantinus |
|  |                |